# Garzón (Uruguay)
Pour les articles homonymes, voir Garzon.
Garzón est une ville de l'Uruguay située dans le département de Maldonado. Sa population est de 207 habitants.

## Population
| Année | Population |
| ----- | ---------- |
| 1963  | 347        |
| 1975  | 329        |
| 1985  | 408        |
| 1996  | 164        |
| 2004  | 207        |

,